# Garrard-Gletscher
Der Garrard-Gletscher ist ein Gletscher in der Königin-Alexandra-Kette des Transantarktischen Gebirges, der in östlicher Richtung aus dem Firnfeld zwischen dem Mount Lockwood und dem Mount Kirkpatrick fließt und den Beardmore-Gletscher südlich des Bell Bluff erreicht.
In Kartenmaterial, das bei der Terra-Nova-Expedition (1910–1913) unter der Leitung des britischen Polarforschers Robert Falcon Scott entstand, ist der Name Garrard-Gletscher einem Objekt zugeordnet, das der britische Polarforscher Ernest Shackleton bei seiner Nimrod-Expedition (1907–1909) bereits als Bingley-Gletscher benannt hatte. Im Zuge der New Zealand Geological Survey Antarctic Expedition (1961–1962) wurde Shackletons Benennung beibehalten und der Name auf einen bis dahin unbenannten Gletscher übertragen. Namensgeber ist der britische Polarforscher Apsley Cherry-Garrard (1886–1959), Teilnehmer der Terra-Nova-Expedition.